# Changement de nom de communes en France dans les années 1940
Pour des articles plus généraux, voir Changement de nom de communes en France et Changement de nom de communes en France au XXe siècle.
Cet article présente une liste des changements de nom de communes en France dans les années 1940.

## Années 1940

### 1940
| Code INSEE | Ancienne dénomination | Département                           | Nouvelle dénomination      | Date                        |
| ---------- | --------------------- | ------------------------------------- | -------------------------- | --------------------------- |
| 64433      | Osse                  | Basses-Pyrénées                       | Osse-en-Aspe               | Décret du 6 février 1940    |
| 07168      | Orgnac                | Ardèche                               | Orgnac-l'Aven              | Décret du 14 avril 1940     |
| 18078      | Crézançay             | Cher                                  | Crézançay-sur-Cher         | Décret du 4 mai 1940        |
| 40055      | Bretagne              | Landes                                | Bretagne-de-Marsan         | Décret du 9 mai 1940        |
| 78655      | Vieille-Église        | Seine-et-Oise (actuellement Yvelines) | Vieille-Église-en-Yvelines | Décret du 20 septembre 1940 |

### 1941
| Code INSEE | Ancienne dénomination | Département                             | Nouvelle dénomination    | Date                       |
| ---------- | --------------------- | --------------------------------------- | ------------------------ | -------------------------- |
| 24445      | Saint-Marcel          | Dordogne                                | Saint-Marcel-du-Périgord | Décret du 26 février 1941  |
| 95268      | Garges                | Seine-et-Oise (actuellement Val-d'Oise) | Garges-lès-Gonesse       | Décret du 26 février 1941  |
| 73227      | Saint-Bon             | Savoie                                  | Saint-Bon-Tarentaise     | Décret du 24 avril 1941    |
| 42256      | Saint-Marcellin       | Loire                                   | Saint-Marcellin-en-Forez | Décret du 3 mai 1941       |
| 81144      | Lescure               | Tarn                                    | Lescure-d'Albigeois      | Décret du 30 mai 1941      |
| 05006      | L'Argentière          | Hautes-Alpes                            | L'Argentière-la-Bessée   | Décret du 17 juin 1941     |
| 38170      | Fontanil              | Isère                                   | Fontanil-Cornillon       | Décret du 17 juin 1941     |
| 73298      | Tours                 | Savoie                                  | Tours-en-Savoie          | Décret du 17 juin 1941     |
| 52462      | Saucourt              | Haute-Marne                             | Saucourt-sur-Rognon      | Décret du 17 juillet 1941  |
| 54197      | Fléville              | Meurthe-et-Moselle                      | Fléville-devant-Nancy    | Décret du 9 septembre 1941 |
| 59253      | Fresnes               | Nord                                    | Fresnes-sur-Escaut       | Décret du 12 décembre 1941 |

### 1942
| Code INSEE | Ancienne dénomination | Département                           | Nouvelle dénomination   | Date                        |
| ---------- | --------------------- | ------------------------------------- | ----------------------- | --------------------------- |
| 55046      | Beney                 | Meuse                                 | Beney-en-Woëvre         | Décret du 14 février 1942   |
| 78031      | Auffreville           | Seine-et-Oise (actuellement Yvelines) | Auffreville-Brasseuil   | Décret du 15 septembre 1942 |
| 69065      | Corcelles             | Rhône                                 | Corcelles-en-Beaujolais | Décret du 16 octobre 1942   |

### 1943
| Code INSEE | Ancienne dénomination | Département                           | Nouvelle dénomination    | Date                       |
| ---------- | --------------------- | ------------------------------------- | ------------------------ | -------------------------- |
| 74176      | Menthon               | Haute-Savoie                          | Menthon-Saint-Bernard    | Décret du 2 mars 1943      |
| 04086      | Faucon-sur-Ubaye      | Basses-Alpes                          | Faucon-de-Barcelonnette  | Décret du 29 avril 1943    |
| 78334      | Lévy-Saint-Nom        | Seine-et-Oise (actuellement Yvelines) | Lévis-Saint-Nom          | Décret du 28 juillet 1943  |
| 46287      | Saint-Paul-Labouffie  | Lot                                   | Saint-Paul-de-Loubressac | Décret du 13 août 1943     |
| 02054      | Bazoches              | Aisne                                 | Bazoches-sur-Vesles      | Décret du 27 août 1943     |
| 31021      | Aspret                | Haute-Garonne                         | Aspret-Sarrat            | Décret du 3 décembre 1943  |
| 14116      | Bures                 | Calvados                              | Bures-sur-Dives          | Décret du 24 décembre 1943 |

### 1944
| Code INSEE | Ancienne dénomination | Département   | Nouvelle dénomination | Date                      |
| ---------- | --------------------- | ------------- | --------------------- | ------------------------- |
| 84127      | Sérignan              | Vaucluse      | Sérignan-du-Comtat    | Décret du 17 janvier 1944 |
| 27048      | Beauficel             | Eure          | Beauficel-en-Lyons    | Décret du 24 avril 1944,  |
| 27346      | Houville              | Eure          | Houville-en-Vexin     | Décret du 24 avril 1944,  |
| 31035      | Auzeville             | Haute-Garonne | Auzeville-Tolosane    | Décret du 29 avril 1944   |

### 1946
| Code INSEE | Ancienne dénomination  | Département     | Nouvelle dénomination | Date         |
| ---------- | ---------------------- | --------------- | --------------------- | ------------ |
| 60312      | Héricourt-Saint-Samson | Oise            | Héricourt-sur-Thérain | 19 avril     |
| 71109      | Chassey                | Saône-et-Loire  | Chassey-le-Camp       | 31 mai       |
| 86091      | Curzay                 | Vienne          | Curzay-sur-Vonne      | 31 mai       |
| 14405      | Martigny               | Calvados        | Martigny-sur-l'Ante   | 3 juin       |
| 14397      | Mandeville             | Calvados        | Mandeville-en-Bessin  | 17 juin      |
| 65089      | Betpouey-Barèges       | Hautes-Pyrénées | Betpouey              | 29 juillet   |
| 77416      | Saint-Just             | Seine-et-Marne  | Saint-Just-en-Brie    | 7 août       |
| 73222      | Saint-Alban            | Savoie          | Saint-Alban-Leysse    | 16 août      |
| 27058      | Bernières              | Eure            | Bernières-sur-Seine   | 19 septembre |
| 43214      | Saint-Pal-de-Murs      | Haute-Loire     | Saint-Pal-de-Senouire | 19 septembre |
| 14166      | Colleville-sur-Orne    | Calvados        | Colleville-Montgomery | 19 septembre |
| 14759      | Villy                  | Calvados        | Villy-lez-Falaise     | 22 septembre |
| 84139      | Vaucluse               | Vaucluse        | Fontaine-de-Vaucluse  | 11 décembre  |

### 1947
| Code INSEE | Ancienne dénomination   | Département                             | Nouvelle dénomination        | Date         |
| ---------- | ----------------------- | --------------------------------------- | ---------------------------- | ------------ |
| 57358      | Kédange                 | Moselle                                 | Kédange-sur-Canner           | 18 janvier   |
| 46269      | Saint-Hilaire-Bessonies | Lot                                     | Saint-Hilaire                | 13 février   |
| 63018      | Aulhat                  | Puy-de-Dôme                             | Aulhat-Saint-Privat          | 27 février   |
| 83150      | Vinon                   | Var                                     | Vinon-sur-Verdon             | 19 avril     |
| 37090      | Crissay                 | Indre-et-Loire                          | Crissay-sur-Manse            | 19 avril     |
| 30183      | Moulézan-et-Montagnac   | Gard                                    | Moulézan                     | 19 avril     |
| 38471      | Le Sappey               | Isère                                   | Le Sappey-en-Chartreuse      | 19 avril     |
| 76143      | Bretteville             | Seine-Inférieure                        | Bretteville-du-Grand-Caux    | 1er mai      |
| 67493      | Triembach               | Bas-Rhin                                | Triembach-au-Val             | 1er mai      |
| 50430      | Reigneville             | Manche                                  | Reigneville-Bocage           | 9 mai        |
| 56145      | Néant                   | Morbihan                                | Néant-sur-Yvel               | 16 mai       |
| 57309      | Heining                 | Moselle                                 | Heining-lès-Bouzonville      | 21 mai       |
| 36081      | Gargilesse              | Indre                                   | Gargilesse-Dampierre         | 11 juin      |
| 50196      | Gatteville              | Manche                                  | Gatteville-le-Phare          | 11 juin      |
| 01295      | Peyzieux                | Ain                                     | Peyzieux-sur-Saône           | 14 juin      |
| 02628      | Puiseux                 | Aisne                                   | Puiseux-en-Retz              | 28 juin      |
| 38205      | Lans                    | Isère                                   | Lans-en-Vercors              | 13 août      |
| 50008      | Anctoville              | Manche                                  | Anctoville-sur-Boscq         | 13 août      |
| 36158      | Pin                     | Indre                                   | Badecon-le-Pin               | 27 août      |
| 95509      | Puiseux-les-Louvres     | Seine-et-Oise (actuellement Val-d'Oise) | Puiseux-en-France            | 27 août      |
| 74282      | Thorens                 | Haute-Savoie                            | Thorens-Glières              | 22 septembre |
| 74212      | Le Petit-Bornand        | Haute-Savoie                            | Le Petit-Bornand-les-Glières | 1er octobre  |
| 57410      | Lohr                    | Moselle                                 | Lhor                         | 3 octobre    |
| 78497      | Poigny                  | Seine-et-Oise (actuellement Yvelines)   | Poigny-la-Forêt              | 16 octobre   |
| 55517      | Triaucourt              | Meuse                                   | Triaucourt-en-Argonne        | 23 octobre   |
| 14448      | Montreuil               | Calvados                                | Montreuil-en-Auge            | 25 octobre   |

### 1948
| Code INSEE | Ancienne dénomination   | Département                             | Nouvelle dénomination    | Date         |
| ---------- | ----------------------- | --------------------------------------- | ------------------------ | ------------ |
| 50296      | Maupertus               | Manche                                  | Maupertus-sur-Mer        | 14 janvier   |
| 25321      | Lac-ou-Villers          | Doubs                                   | Villers-le-Lac           | 5 février    |
| 95379      | Maudétour               | Seine-et-Oise (actuellement Val-d'Oise) | Maudétour-en-Vexin       | 11 février   |
| 62881      | Wavans                  | Pas-de-Calais                           | Wavans-sur-l'Authie      | 21 février   |
| 91405      | Milly                   | Seine-et-Oise (actuellement Essonne)    | Milly-la-Forêt           | 3 avril      |
| 57668      | Teting                  | Moselle                                 | Teting-sur-Nied          | 18 juillet   |
| 78486      | Le Perray               | Seine-et-Oise (actuellement Yvelines)   | Le Perray-en-Yvelines    | 22 juillet   |
| 57267      | Guéblange-lès-Sarralbe  | Moselle                                 | Le Val-de-Guéblange      | 16 août      |
| 11154      | Fournes                 | Aude                                    | Fournes-Cabardès         | 25 septembre |
| 31040      | Bachos-Binos            | Haute-Garonne                           | Bachos                   | 25 septembre |
| 38358      | Sainte-Anne-d'Estrablin | Isère                                   | Sainte-Anne-sur-Gervonde | 25 septembre |
| 39272      | Ladoye                  | Jura                                    | Ladoye-sur-Seille        | 25 septembre |
| 67161      | Gottenhausen            | Bas-Rhin                                | Gottenhouse              | 25 septembre |
| 07330      | Vallon                  | Ardèche                                 | Vallon-Pont-d'Arc        | 21 octobre   |
| 27278      | Garennes                | Eure                                    | Garennes-sur-Eure        | 21 octobre   |
| 03181      | Montcombroux            | Allier                                  | Montcombroux-les-Mines   | 10 décembre  |
| 03279      | Teillet                 | Allier                                  | Teillet-Argenty          | 10 décembre  |

### 1949
| Code INSEE | Ancienne dénomination | Département                             | Nouvelle dénomination    | Date         |
| ---------- | --------------------- | --------------------------------------- | ------------------------ | ------------ |
| 31344      | Miramont              | Haute-Garonne                           | Miramont-de-Comminges    | 24 janvier   |
| 15005      | Anglards              | Cantal                                  | Anglards-de-Saint-Flour  | 19 février   |
| 15208      | Saint-Projet          | Cantal                                  | Saint-Projet-de-Salers   | 19 février   |
| 15225      | Ségur                 | Cantal                                  | Ségur-les-Villas         | 19 février   |
| 95056      | Belloy                | Seine-et-Oise (actuellement Val-d'Oise) | Belloy-en-France         | 19 février   |
| 14059      | Benerville            | Calvados                                | Benerville-sur-Mer       | 20 mars      |
| 14213      | Curcy                 | Calvados                                | Curcy-sur-Orne           | 18 avril     |
| 21086      | Bligny-sous-Beaune    | Côte-d'Or                               | Bligny-lès-Beaune        | 18 avril     |
| 67439      | Schaffhausen          | Bas-Rhin                                | Schaffhouse-sur-Zorn     | 18 avril     |
| 78239      | Follainville          | Seine-et-Oise (actuellement Yvelines)   | Follainville-Dennemont   | 12 mai       |
| 32287      | Monties-Aussos        | Gers                                    | Monties                  | 14 mai       |
| 22055      | Étables               | Côtes-du-Nord                           | Étables-sur-Mer          | 21 mai       |
| 13098      | Saint-Mitre           | Bouches-du-Rhône                        | Saint-Mitre-les-Remparts | 8 septembre  |
| 67458      | Schweighausen         | Bas-Rhin                                | Schweighouse-sur-Moder   | 8 septembre  |
| 74085      | Les Contamines        | Haute-Savoie                            | Les Contamines-Montjoie  | 29 septembre |
| 14313      | Grandchamp            | Calvados                                | Grandchamp-le-Château    | 2 octobre    |
| 59287      | Haucourt              | Nord                                    | Haucourt-en-Cambrésis    | 9 octobre    |
| 91577      | Saintry               | Seine-et-Oise (actuellement Essonne)    | Saintry-sur-Seine        | 9 octobre    |
| 22213      | Plouër                | Côtes-du-Nord                           | Plouër-sur-Rance         | 30 octobre   |
| 28056      | Boutigny              | Eure-et-Loir                            | Boutigny-sur-Opton       | 30 octobre   |
| 37173      | Nouans                | Indre-et-Loire                          | Nouans-les-Fontaines     | 30 octobre   |
| 37042      | Candes                | Indre-et-Loire                          | Candes-Saint-Martin      | 7 décembre   |
| 44012      | La Bernerie           | Loire-Inférieure                        | La Bernerie-en-Retz      | 7 décembre   |
| 46054      | Caniac                | Lot                                     | Caniac-du-Causse         | 16 décembre  |